# Graphium gelon
Espèce

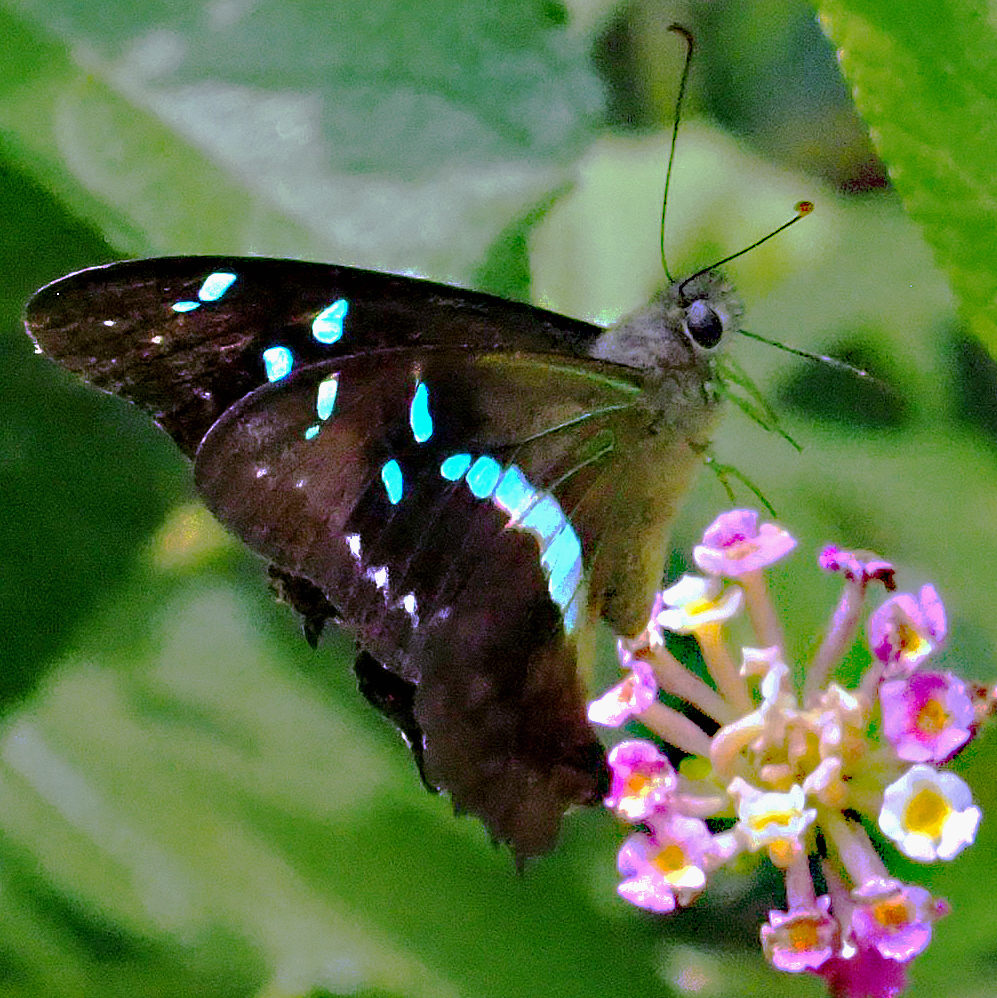
mâle butinant fleur de Lantana

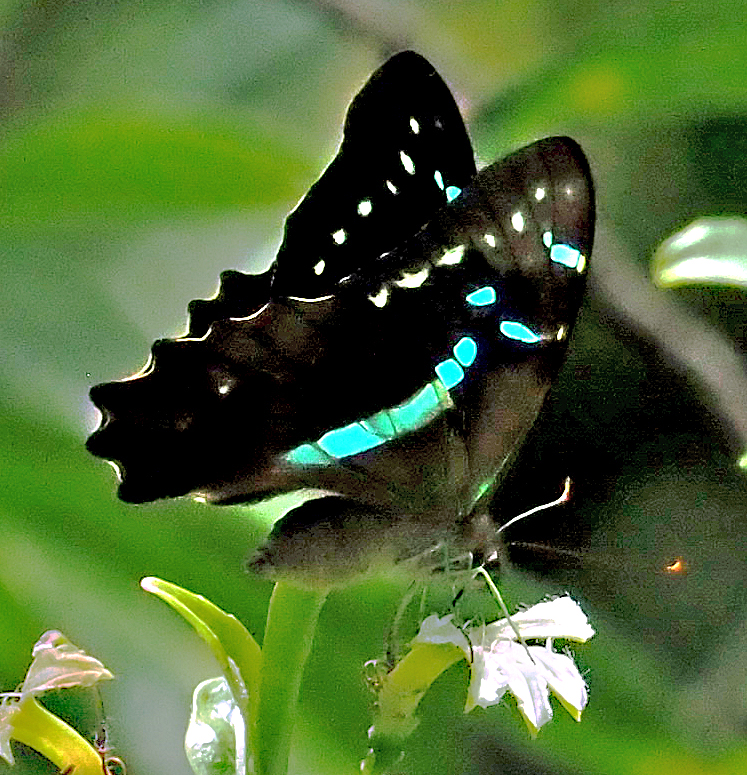
femelle butinant fleur de Scevola sp.

Graphium gelon est une espèce de lépidoptères de la famille des Papilionidae, de la sous-famille des Papilioninae et du genre Graphium.

## Dénomination
Il a été nommé Graphium gelon par Jean-Baptiste Alphonse Dechauffour de Boisduval en 1859.
Synonyme : Papilio gelon Boisduval, 1859.

## Description
Graphium gelon est un grand papillon noir au dessus orné d'une bande médiane bleu métallique aux antérieures et aux postérieures. Son corps est noir. Le revers des antérieures est taché de bleu, celui des postérieures est beige et marron foncé dans sa partie distale.

## Écologie et distribution
Il réside en Nouvelle-Calédonie, aux iles Loyauté et à Lifou.

## Biotope
Il est inféodé à la forêt humide.

### Protection
Pas de statut de protection particulier.